# Gryon artum
Gryon artum är en stekelart som först beskrevs av Mikhail Vasilievich Kozlov 1963.  Gryon artum ingår i släktet Gryon och familjen Scelionidae. Inga underarter finns listade i Catalogue of Life.